# Винков Врх
Винков Врх (словен. Vinkov Vrh) је насељено место у општини Жужемберк, регија Југоисточна Словенија, Словенија.

## Историја
До територијалне реорганизације у Словенији био је у саставу старе општине Ново Место.

## Становништво
У попису становништва из 2011. године, Винков Врх је имао 43 становника.
| Број становника према пописима | Број становника према пописима | Број становника према пописима |
| ------------------------------ | ------------------------------ | ------------------------------ |
| 1991                           | 2002                           | 2011                           |
| 46                             | 43                             | 43                             |

Напомена: Године 1953. повећано за насеље Скопице које је укинуто. Године 2000. извршена је мала размјена територија између насеља Винков Врх и Двор, те између насеља Винков Врх и Горњи Кот.